# Dykasteria ds. Posługi Miłosierdzia
Dykasteria ds. Posługi Miłosierdzia zwana również Urzędem Dobroczynności Apostolskiej (łac. Dicasterium ad servitium Misericordiae) – wchodzi jako aparat administracyjny w skład Kurii Rzymskiej, działający przy
Stolicy Apostolskiej, reprezentowana przez Urząd Dobroczynności Apostolskiej. Do kompetencji dykasterii należą sprawy miłosierdzia, dotyczące: ubogich, słabych i wykluczonych oraz prowadzi dla nich we wszystkich częściach świata dzieło pomocy i wsparcia w imieniu Papieża, który w przypadkach szczególnej nędzy lub innych potrzeb osobiście organizuje pomoc.

## Obecny zarząd Dykasterii
- Prefekt: kard. Konrad Krajewski[1][2] (od 5 VI 2022)
- Kierownik biura: ks. Francesco Mazzitelli FDP[3] (od 5 VI 2022)

## Historia
Papież Franciszek powołał dykasterię na mocy konstytucji apostolskiej Praedicate evangelium, sygnowanej datą 19 marca 2022. Na jej mocy dykasteria 5 czerwca 2022 połączyła kompetencje prefekta i jałmużnika papieskiego.

## Dotychczasowy zarząd Dykasterii

### Prefekt
- od 2022: kard. Konrad Krajewski

### Kierownik biura
- od 2022: ks. Francesco Mazzitelli FDP